# 瓦卡维尔 (加利福尼亚州)
瓦卡维尔（英語：Vacaville），是美国加利福尼亚州索拉诺县下属的一个城市。于1892年8月9日建市。城市面积约为73.5平方公里，根据2010年美国人口普查，该市有人口92,428人。